# Araucacis leptaulax
Araucacis leptaulax är en stekelart som först beskrevs av Porter 1967.  Araucacis leptaulax ingår i släktet Araucacis och familjen brokparasitsteklar. Inga underarter finns listade.